# Gornyj (dwurieczenskoje sielskoje posielenije, koło wsi Mostowaja)
Gornyj (ros. Горный) – osiedle w Rosji, w Kraju Permskim, w rejonie permskim. W 2010 liczyło 123 mieszkańców.